# کریستیان گنتنر
کریستیان گنتنر (انگلیسی: Christian Gentner؛ زادهٔ ۱۴ اوت ۱۹۸۵) بازیکن بازنشسته فوتبال اهل آلمان است.وی همچنین در تیم ملی فوتبال آلمان بازی کرده است.